# الامپاتو
الامپاتو (به انگلیسی: Alampattu) یک منطقهٔ مسکونی در هند است که در تامیل نادو واقع شده‌است.

## نگارخانه

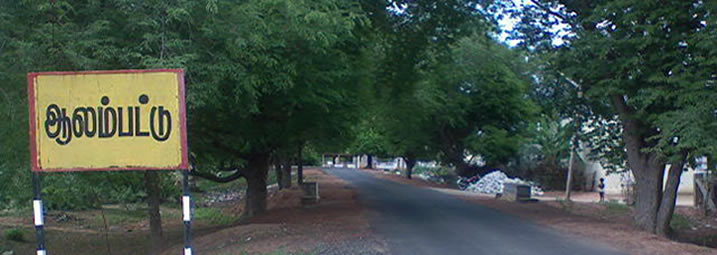
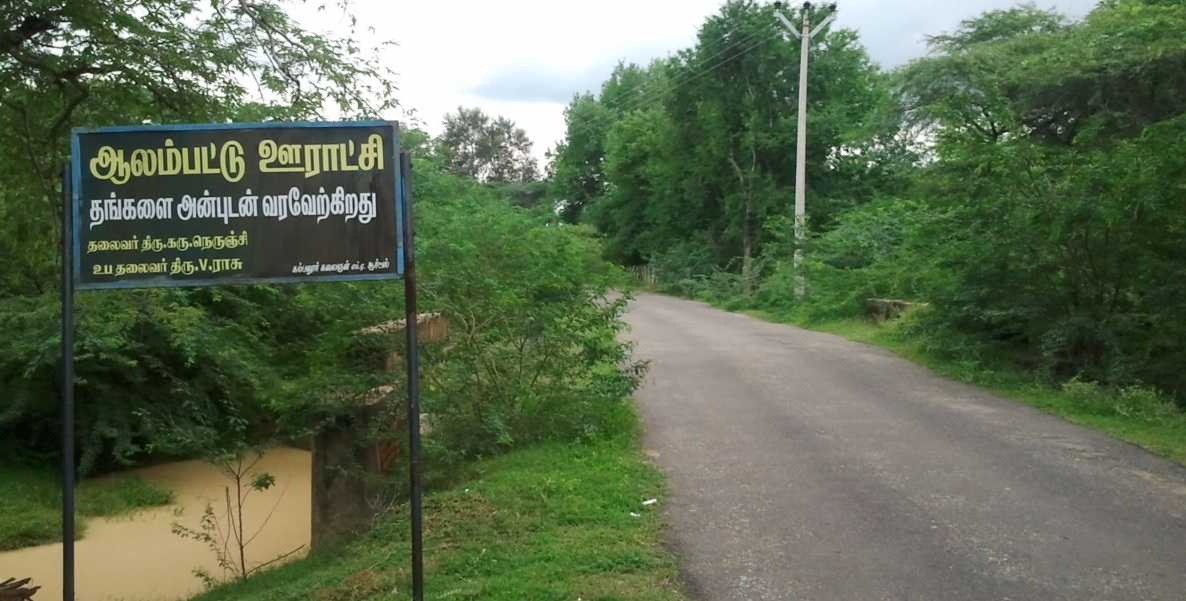
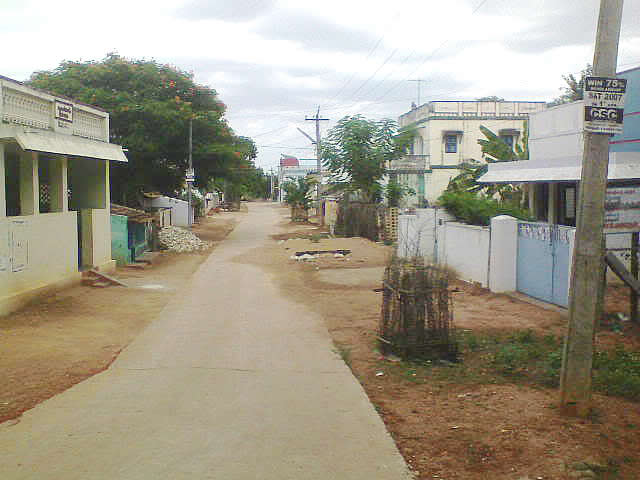
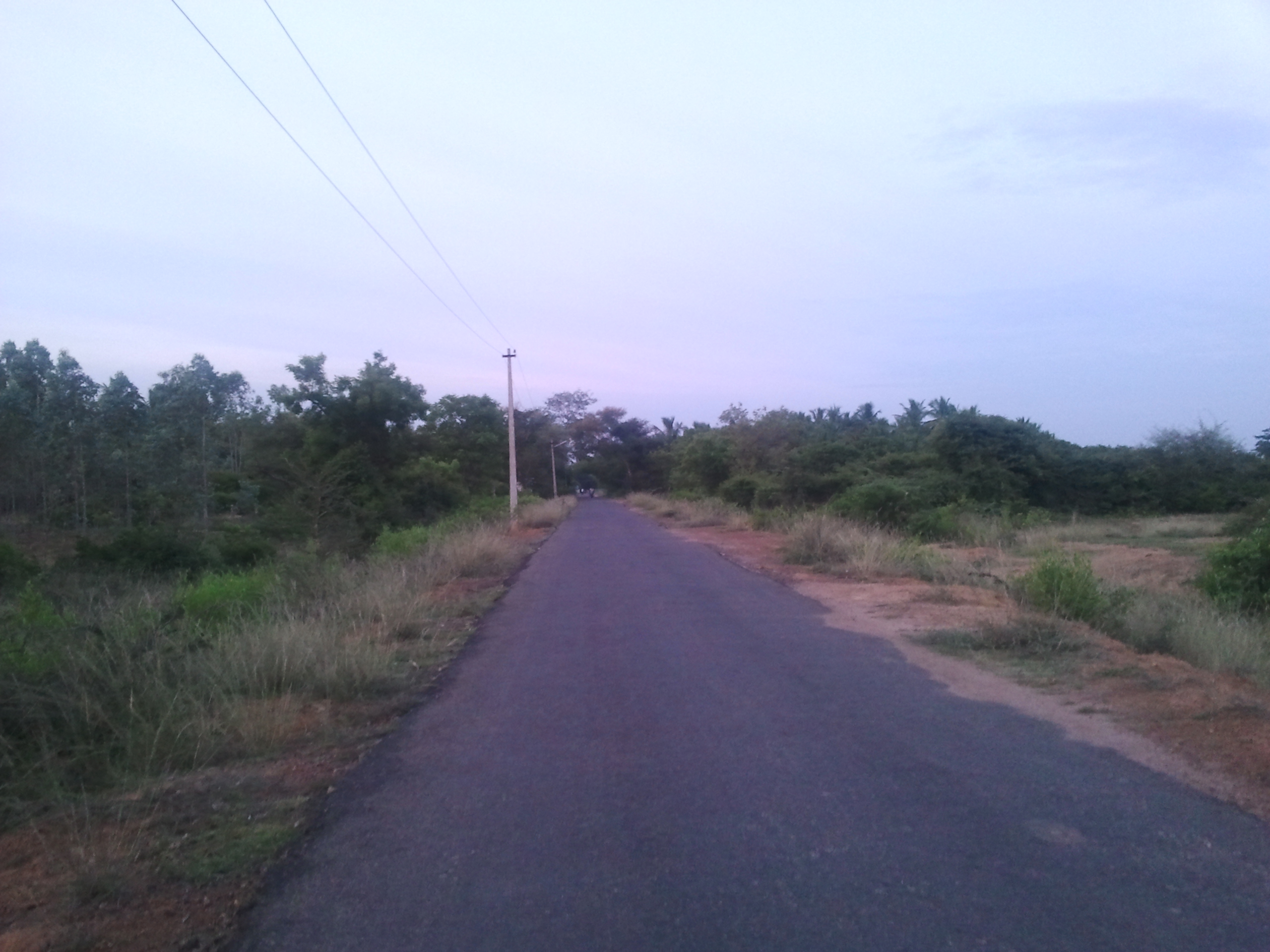
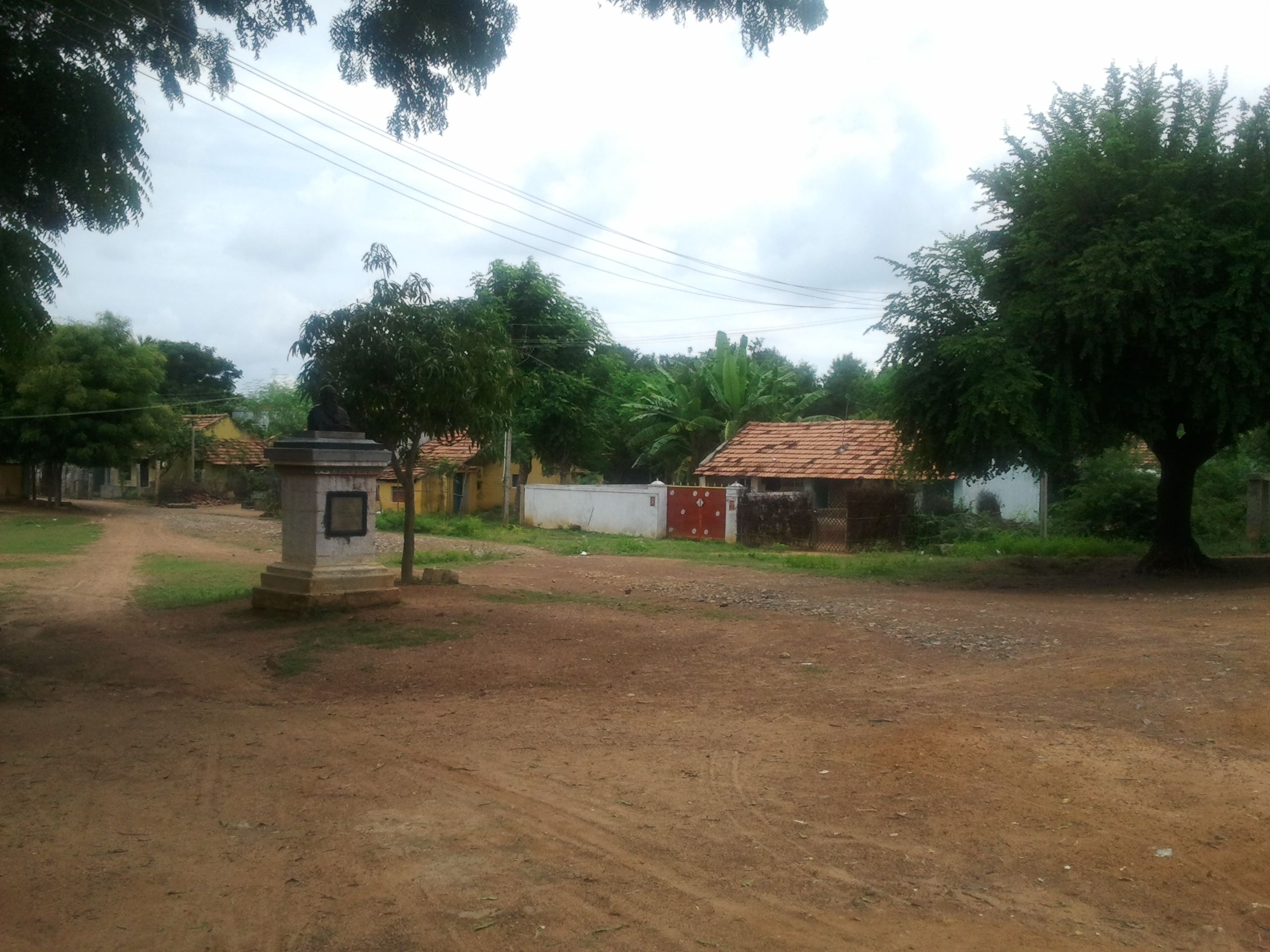
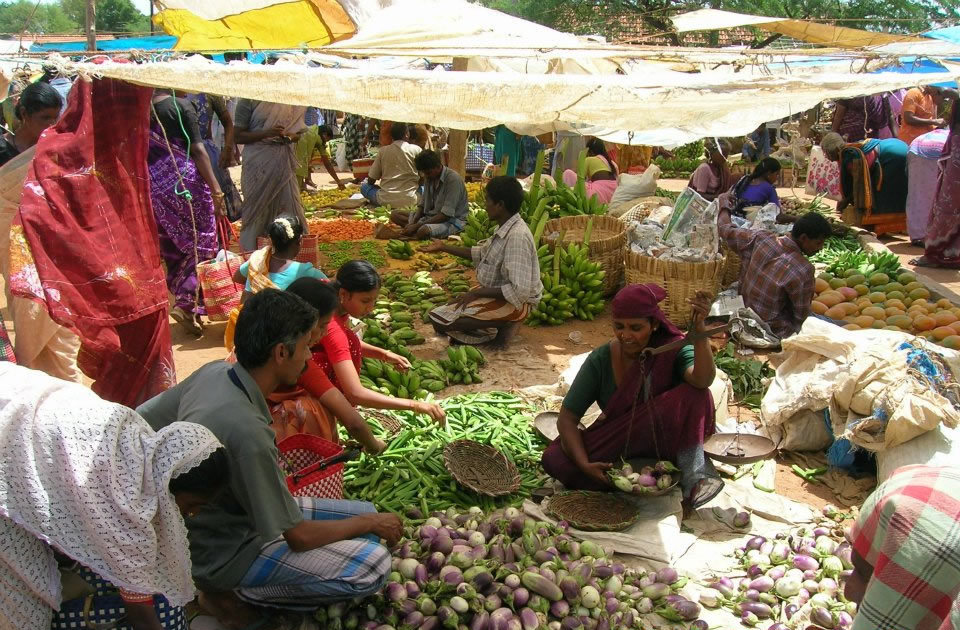
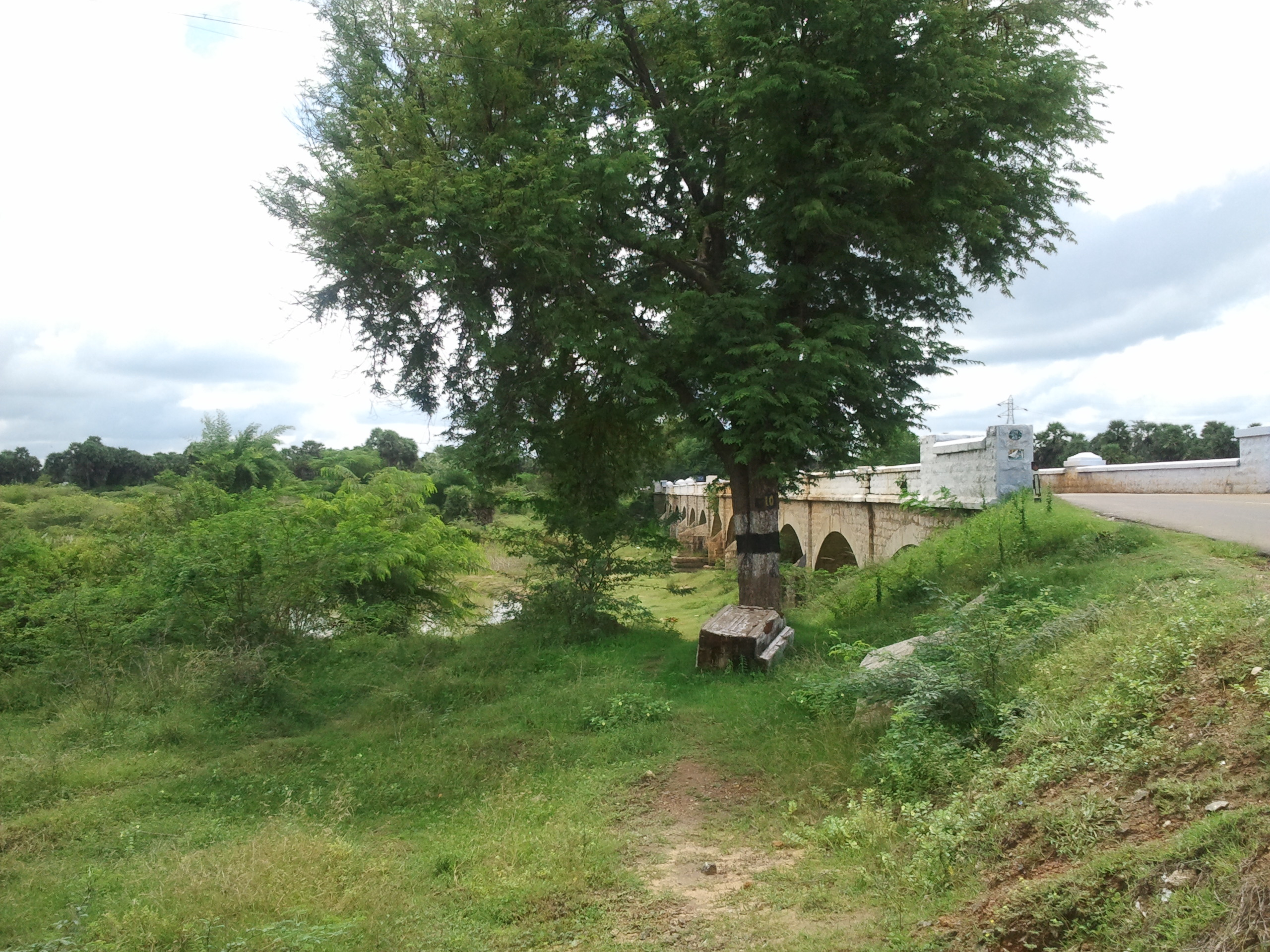